# آشلي والترز
آشلي والترز (بالإنجليزية: Ashley Walters)‏ هو موسيقي وممثل بريطاني، ولد في 30 يونيو 1982 بلندن الكبرى في المملكة المتحدة.

## أعمال

### أفلام
- (2007) الجين القاتل

## وصلات خارجية
- آشلي والترز على موقع IMDb (الإنجليزية)
- آشلي والترز على موقع ألو سيني (الفرنسية)
- آشلي والترز على موقع ميوزك برينز (الإنجليزية)
- آشلي والترز على موقع ميوزك برينز (الإنجليزية)
- آشلي والترز على موقع أول موفي (الإنجليزية)
- آشلي والترز على موقع قاعدة بيانات الأفلام السويدية (السويدية)
- آشلي والترز على موقع ديسكوغز (الإنجليزية)
- آشلي والترز على موقع قاعدة بيانات الفيلم (الإنجليزية)
- آشلي والترز على موقع كينوبويسك (الروسية)